# United States Customs and Border Protection
Förenta staternas tull- och gränsbevakning, United States Customs and Border Protection förkortat CBP, är USA:s federala tull- och gränspolismyndighet. CBP sorterar under inrikessäkerhetsdepartementet och ansvarar för att säkra USA:s riksgränser genom att förhindra brottslig verksamhet samtidigt som man söker att underlätta för laglig handel och legitimt resande. Inom CBP finns det två uniformskårer: tullen med blå uniform och gränsbevakningen (U.S. Border Patrol) med grön uniform. Innan inrikessäkerhetsdepartementet bildades 2003 hörde den dåvarande tullen (United States Customs Service) till finansdepartementet.
Det är uniformerade tulltjänstemän med fullständiga polisiära befogenheter från CBP som flygpassagerare från utrikes avfärdsorter möter vid ankomsten till Förenta staterna, och som beviljar eller nekar inträde för de icke-amerikaner som reser med Visa Waiver Program.
Det är Transportation Security Administration (TSA), inte CBP, som sköter säkerhetskontroller på flygplatser för resor inom USA samt vid utresa till utlandet.

## Gradbeteckningar & tjänstegrader

### Grader för personal i blå uniformer

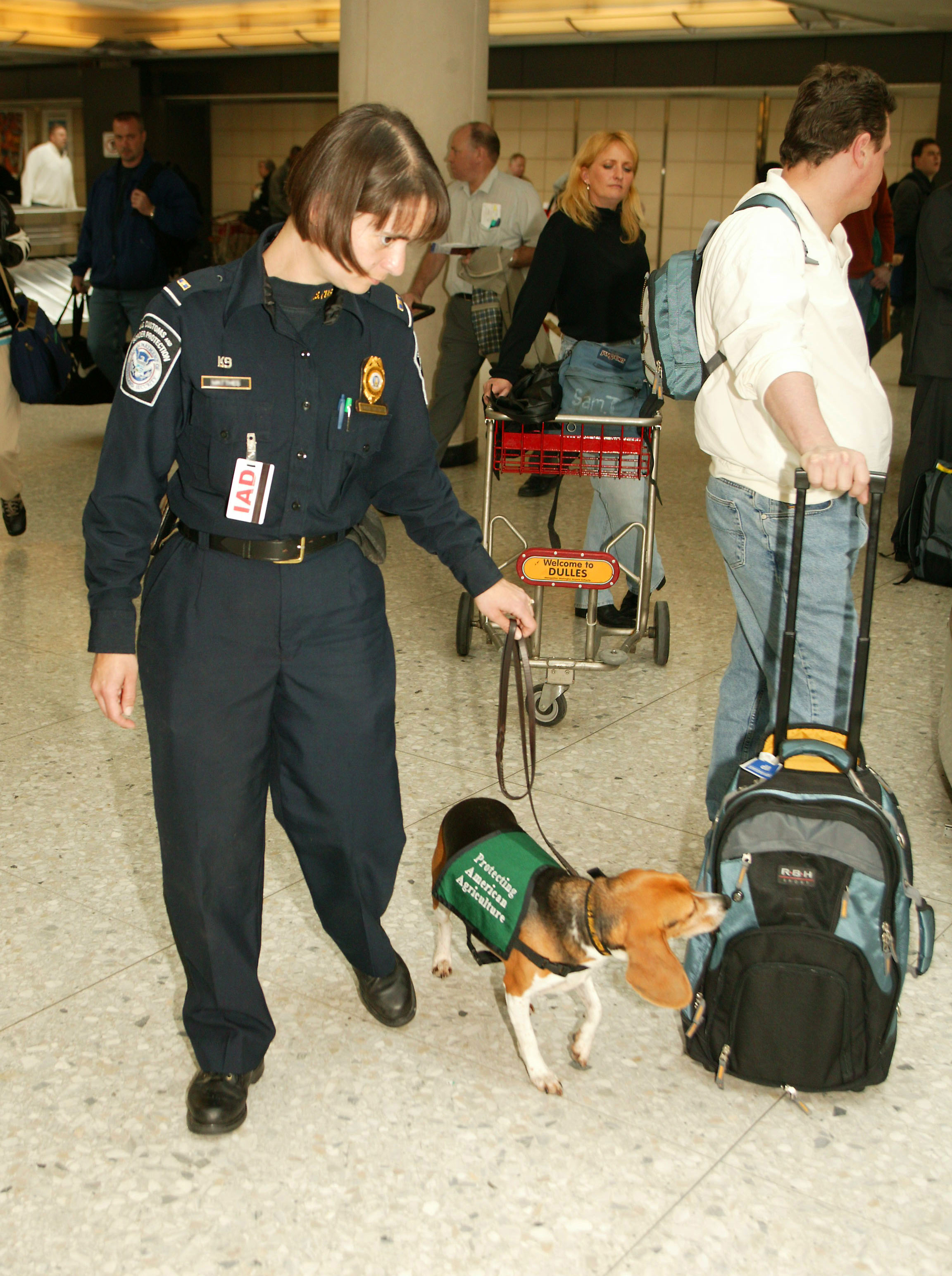
Hundförare med narkotikahund (beagle) på flygplats bland passagerare.

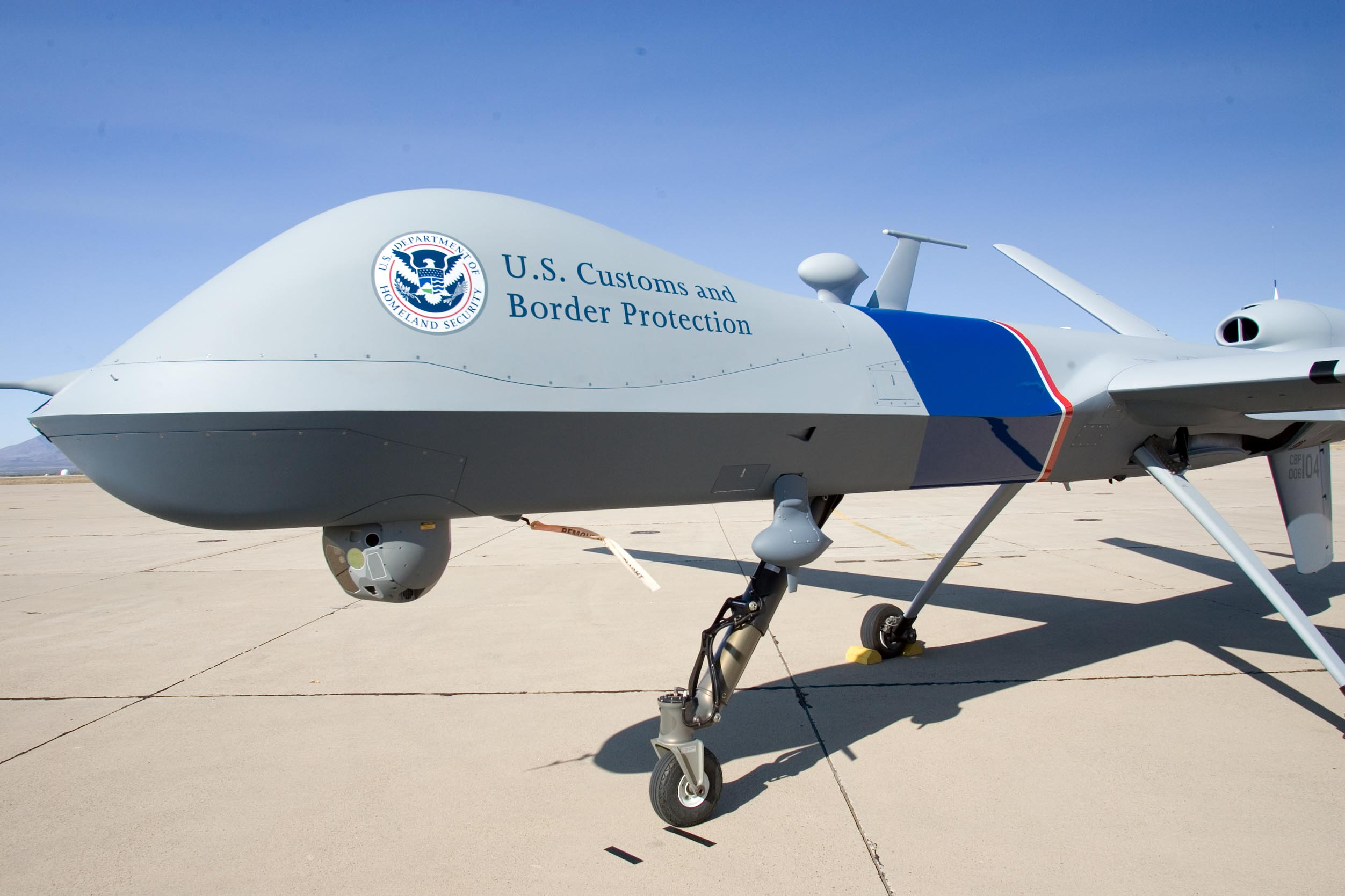
Obemannad luftfarkost för gränsbevakning.

Grader för personal tillhöriga Office of Field Operations, vilka svarar för gränskontrollen vid gränsövergångsställen.
| Grad                                                 | Gradbeteckning | Lönegrad    | Motsvarande militär tjänsteställning (USA:s armé) översatt till svenska militära grader |
| ---------------------------------------------------- | -------------- | ----------- | --------------------------------------------------------------------------------------- |
| Assistant Commissioner, Field Operations             |                | SES         | ..                                                                                      |
| Deputy Assistant Commissioner, Field Operations      |                | SES         | ..                                                                                      |
| Director, Field Operations                           |                | SES         | Brigadgeneral                                                                           |
| Area Port Director                                   |                | GS-15       | Överste                                                                                 |
| Assistant Port Director Watch Commander              |                | GS-14       | Överstelöjtnant                                                                         |
| Chief Customs and Border Protection Officer          |                | GS-13       | Överstelöjtnant                                                                         |
| Supervisory Customs and Border Protection Officer    |                | GS-13       | Överstelöjtnant                                                                         |
| Customs and Border Patrol Officer (K-9 Lead Officer) |                | GS-12       | Major                                                                                   |
| Customs and Border Protection Officer (Enforcement)  |                | GS-12       | Major                                                                                   |
| Customs and Border Protection Officer                |                | GS-11 GS-12 | Kapten Major                                                                            |
| Customs and Border Protection Officer                |                | GS-9        | Löjtnant                                                                                |
| Customs and Border Protection Officer                |                | GS-7        | Fänrik                                                                                  |
| Customs and Border Protection Officer                |                | GS-5        | Förste sergeant                                                                         |

### Grader för personal i gröna uniformer

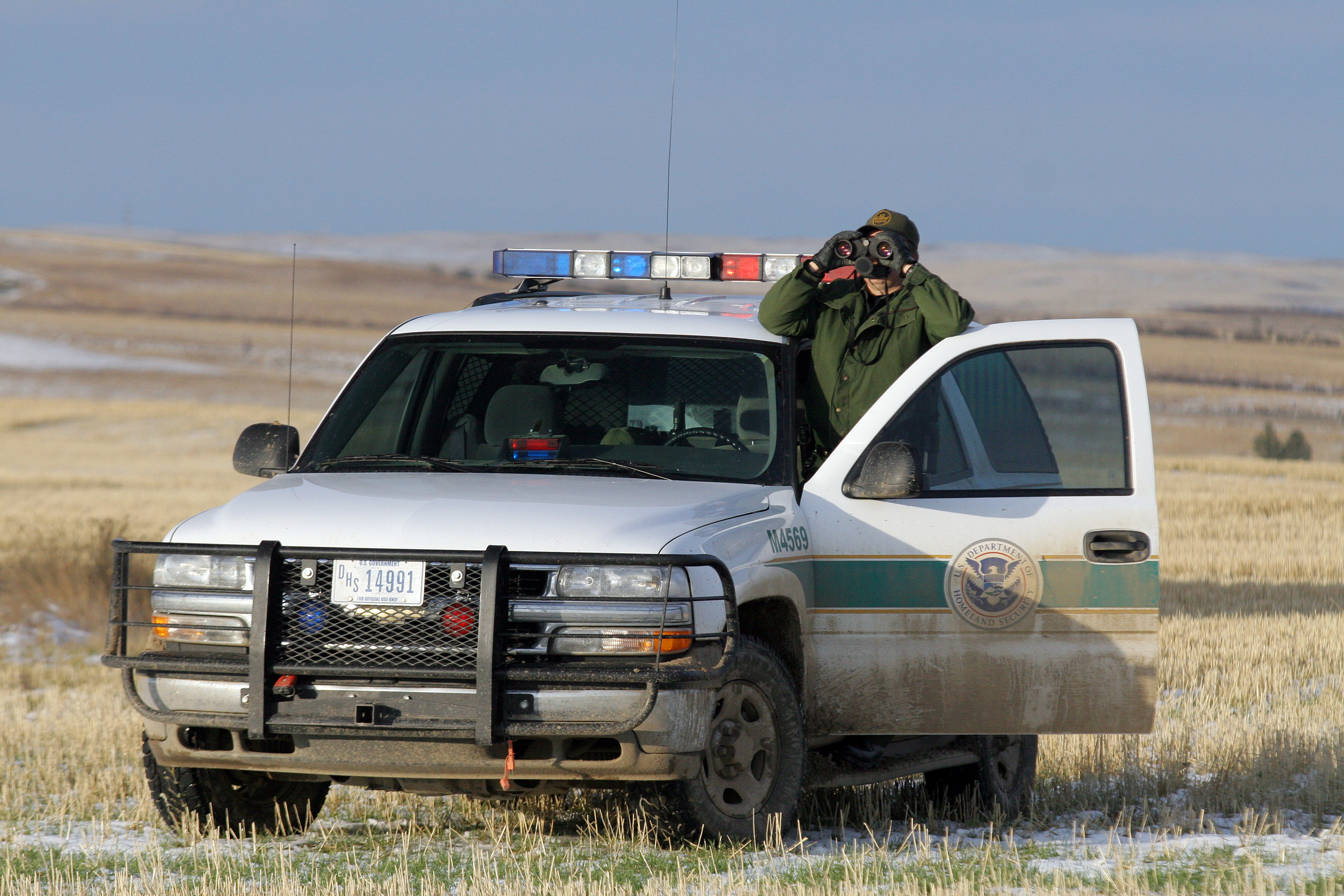
Gränsbevakare spanar vid den kanadensiska gränsen i Montana.

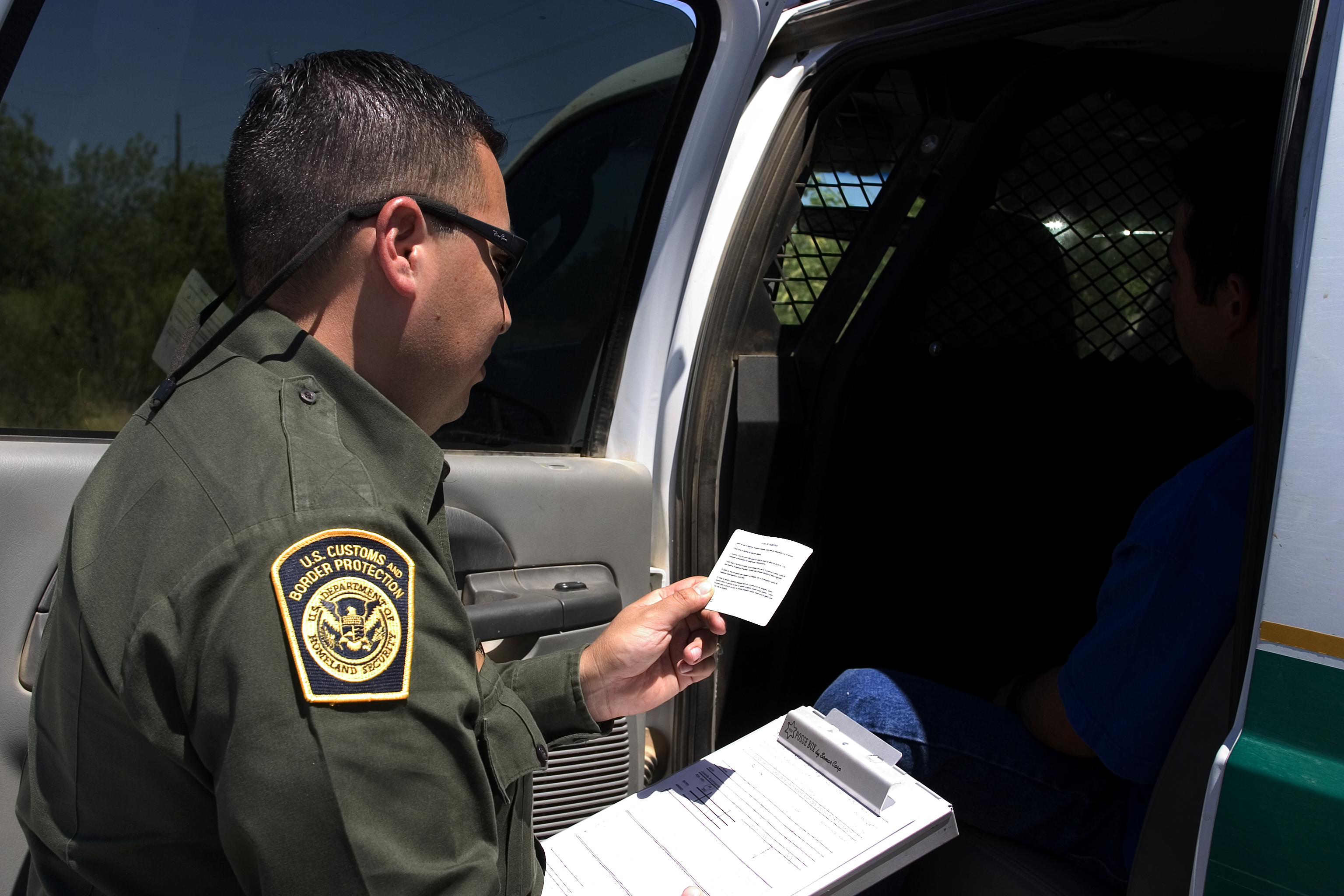
Gränsbevakare läser mirandavarningen för en misstänkt illegal invandrare.

Grader för personal tillhöriga United States Border Patrol, vilka svarar för gränsövervakningen mellan gränsövergångsställena.
| Tjänsteställe              | Grad                              | Gradbeteckning | Motsvarande militär tjänsteställning (USA:s armé) översatt till svenska militära grader | Lönegrad        |
| -------------------------- | --------------------------------- | -------------- | --------------------------------------------------------------------------------------- | --------------- |
| Border Patrol Headquarters | Chief of the Border Patrol        |                | ..                                                                                      | SES             |
|                            | Deputy Chief of the Border Patrol |                | ..                                                                                      | SES             |
|                            | Division Chief                    |                | Brigadgeneral                                                                           | SES             |
|                            | Deputy Division Chief             |                | Överste                                                                                 | GS-15           |
|                            | Associate Chief                   |                | Överste                                                                                 | GS-15           |
|                            | Assistant Chief                   |                | Överstelöjtnant                                                                         | GS-14           |
|                            | Operations Officer                |                | Överstelöjtnant                                                                         | GS-13           |
|                            |                                   |                |                                                                                         |                 |
| Border Patrol Sectors      | Chief Patrol Agent                |                | Brigadgeneral Överste                                                                   | SES GS-15       |
|                            | Deputy Chief Patrol Agent         |                | Brigadgeneral Överste Överstelöjtnant                                                   | SES GS-15 GS-14 |
|                            | Division Chief                    |                | Överste                                                                                 | GS-15           |
|                            | Assistant Chief Patrol Agent      |                | Överste Överstelöjtnant                                                                 | GS-15 GS-14     |
|                            | Patrol Agent in Charge            |                | Överstelöjtnant                                                                         | GS-14 GS-13     |
|                            | Assistant Patrol Agent in Charge  |                | Överstelöjtnant                                                                         | GS-13           |
|                            | Special Operations Supervisor     |                | Överstelöjtnant                                                                         | GS-13           |
|                            | Field Operations Supervisor       |                | Överstelöjtnant                                                                         | GS-13           |
|                            | Supervisory Border Patrol Agent   |                | Överstelöjtnant                                                                         | GS-13           |
|                            | Border Patrol Agent               |                | Major                                                                                   | GS-12           |
|                            | Border Patrol Agent               |                | Löjtnant                                                                                | GS-9            |
|                            | Border Patrol Agent               |                | Fänrik                                                                                  | GS-7            |
|                            | Border Patrol Agent               |                | Förste sergeant                                                                         | GS-5            |